# 科林斯海灘 (特拉華州)
科林斯海灘（英語：Collins Beach）是位於美國特拉華州紐卡斯爾縣的一個非建制地區。該地的面積和人口皆未知。

## 地理
科林斯海灘的座標為39°23′07″N 75°31′19″W / 39.38528°N 75.52194°W，而該地的平均海拔高度為1米（即3英尺）。